# Nain et Géant
Nain et Géant és un curtmetratge mut francès de 1901 dirigit i protagonitzat per Georges Méliès. És la pel·lícula més antiga coneguda que representa una persona que s'encongeix. Es van utilitzar efectes especials per dividir l'actor en dues figures.

## Argument
Un home, interpretat per Méliès, es divideix en dues figures: una versió augmentada i una versió reduïda d'ell mateix. En Méliès comença a parar-se davant d'una porta abans de la separació, i el seu jo gegant i el nan s'entretenen en broma, abans de tornar a la porta i separar-se.